# Duca d'Orléans

Stemma dei Duchi d'Orléans

Duca d'Orléans (in francese: Duc d'Orléans) è un titolo riservato alla famiglia reale francese, creato nel corso del XIV secolo. Legato al trattamento di Principe del sangue (princes du sang), il titolo di duca d'Orléans era dato, se possibile, al fratello minore del sovrano. In questo modo il titolare spesso formava una linea collaterale della famiglia reale francese, con un eventuale diritto di succedere al trono tra i principi più prossimi al trono.
Durante il periodo dell'Ancien Régime il detentore del titolo spesso assumeva un ruolo politico. Il ramo Orléans della Casa di Valois salì al trono con Luigi XII nel XV secolo e Luigi Filippo II di Borbone-Orléans, quinto duca di Orléans, contribuì alla fine della monarchia assoluta: a capo di una fazione a posteriori nota come orleanista e con sede nel Palais Royal, contestò l'autorità del cugino Luigi XVI. Suo figlio sarebbe poi salito al trono nel 1830 dopo la rivoluzione di luglio come Luigi Filippo I, Re dei Francesi. I discendenti della famiglia sono i pretendenti orleanisti al trono di Francia, e il titolo è stato utilizzato da alcuni membri della Casa. Il titolare del titolo ha il trattamento di Altezza serenissima.

## Valois

### Valois
| Nome    | Ritratto | Data di nascita | Carica | Carica            | Matrimoni                       | Note                                                                                          |
| Nome    | Ritratto | Data di nascita | Inizio | Fine              | Matrimoni                       | Note                                                                                          |
| ------- | -------- | --------------- | ------ | ----------------- | ------------------------------- | --------------------------------------------------------------------------------------------- |
| Filippo |          | 1º luglio 1336  | 1344   | 1º settembre 1375 | Bianca di Francia nessun figlio | figlio di Filippo VI di Francia; fu il primo ad essere insignito del titolo di Duca d'Orléans |

### Valois-Orléans
| Nome                          | Ritratto | Data di nascita  | Carica           | Carica           | Matrimoni                                                                                            | Note                                                                                         |
| Nome                          | Ritratto | Data di nascita  | Inizio           | Fine             | Matrimoni                                                                                            | Note                                                                                         |
| ----------------------------- | -------- | ---------------- | ---------------- | ---------------- | --- | -------------------------------------------------------------------------------------------- |
| Luigi I                       |          | 13 marzo 1372    | 1392             | 23 novembre 1407 | Valentina Visconti tre figli e una figlia                                                            | figlio di Carlo V di Francia; fratello di re Carlo VI; fondatore del ramo dei Valois-Orléans |
| Carlo I                       |          | 24 novembre 1394 | 23 novembre 1407 | 5 gennaio 1465   | Isabella di Valois una figlia Buona di Armagnac nessun figlio Maria di Clèves un figlio e due figlie | figlio di Luigi I; cugino di re Carlo VII                                                    |
| Luigi II Luigi XII di Francia |          | 27 giugno 1462   | 5 gennaio 1465   | 7 aprile 1498    | Giovanna di Valois nessun figlio Anna di Bretagna due figlie Maria d'Inghilterra nessun figlio       | figlio di Carlo I; cugino di quarto grado di re Carlo VIII cui successe al trono             |

### Valois-Angoulême
| Nome                                    | Ritratto | Data di nascita   | Carica          | Carica           | Matrimoni                                        | Note                             |
| Nome                                    | Ritratto | Data di nascita   | Inizio          | Fine             | Matrimoni                                        | Note                             |
| --------------------------------------- | -------- | ----------------- | --------------- | ---------------- | ------------------------------------------------ | -------------------------------- |
| Enrico I Enrico II di Francia           |          | 31 marzo 1519     | 31 marzo 1519   | 10 agosto 1536   | Caterina de' Medici cinque figli e cinque figlie | figlio di Francesco I di Francia |
| Carlo II                                |          | 22 gennaio 1522   | 10 agosto 1536  | 9 settembre 1545 |                                                  | figlio di Francesco I di Francia |
| Luigi III                               |          | 3 febbraio 1549   | 3 febbraio 1549 | 24 ottobre 1550  |                                                  | figlio di Enrico II di Francia   |
| Carlo III Carlo IX di Francia           |          | 27 giugno 1550    | 24 ottobre 1550 | 5 dicembre 1560  | Elisabetta d'Austria una figlia                  | figlio di Enrico II di Francia   |
| Enrico Alessandro Enrico III di Francia |          | 19 settembre 1551 | 5 dicembre 1560 | 8 febbraio 1566  | Luisa di Lorena-Vaudémont nessun figlio          | figlio di Enrico II di Francia   |

## Medici
Dopo il cambiamento di appannaggi da parte di Enrico II di Francia, Carlo IX diede l'Orléans a sua madre Caterina, già Regina madre di Francia, come compenso per la fine della reggenza, soprattutto per la sua politica di tolleranza. È stato l'unica suo jure Duchessa d'Orléans, quindi è inclusa tra i Duchi.
| Nome                           | Ritratto | Data di nascita | Carica          | Carica         | Matrimoni                     | Note |
| Nome                           | Ritratto | Data di nascita | Inizio          | Fine           | Matrimoni                     | Note |
| ------------------------------ | -------- | --------------- | --------------- | -------------- | ----------------------------- | --- |
| Caterina de' Medici (suo jure) |          | 13 aprile 1519  | 8 febbraio 1566 | 5 gennaio 1589 | Enrico II di Francia 10 figli | figlia di Lorenzo, duca d'Urbino; fu Regina di Francia e Reggente di Francia per ben tre volte. Fu la donna più potente del suo tempo e una delle più potenti della storia di Francia |

## Borbone

### Borbone
| Nome          | Ritratto | Data di nascita   | Carica           | Carica           | Matrimoni                                                                                                 | Note                                                                          |
| Nome          | Ritratto | Data di nascita   | Inizio           | Fine             | Matrimoni                                                                                                 | Note                                                                          |
| ------------- | -------- | ----------------- | ---------------- | ---------------- | --- | ----------------------------------------------------------------------------- |
| Nicola Enrico |          | 16 aprile 1607    | 16 aprile 1607   | 17 novembre 1611 | | figlio di Enrico IV di Francia; morì a quattro anni per un attacco epilettico |
| Gastone       |          | 25 aprile 1608    | 17 novembre 1611 | 2 febbraio 1660  | Maria di Borbone-Montpensier una figlia Margherita di Lorena un figlio e quattro figlie                   | figlio di Enrico IV di Francia; fu coinvolto negli avvenimenti della Fronda   |
| Filippo I     |          | 21 settembre 1640 | 2 febbraio 1660  | 8 giugno 1701    | Enrichetta d'Inghilterra un figlio e tre figlie Elisabetta Carlotta del Palatinato due figli e una figlia | figlio di Luigi XIII di Francia                                               |

### Borbone-Orléans
| Nome                                       | Ritratto | Data di nascita  | Carica           | Carica           | Matrimoni                                                         | Note |
| Nome                                       | Ritratto | Data di nascita  | Inizio           | Fine             | Matrimoni                                                         | Note |
| ------------------------------------------ | -------- | ---------------- | ---------------- | ---------------- | ----------------------------------------------------------------- | --- |
| Filippo II                                 |          | 2 agosto 1674    | 8 giugno 1701    | 2 dicembre 1723  | Francesca Maria di Borbone-Francia un figlio e sette figlie       | figlio di Filippo I; Reggente del Regno durante la minorità di Luigi XV, poi Primo Ministro                                      |
| Luigi                                      |          | 4 agosto 1703    | 2 dicembre 1723  | 4 febbraio 1752  | Augusta di Baden-Baden un figlio e una figlia                     | figlio di Filippo II |
| Luigi Filippo I                            |          | 12 maggio 1725   | 4 febbraio 1752  | 18 novembre 1785 | Luisa Enrichetta di Borbone-Conti un figlio e una figlia          | figlio di Luigi I |
| Luigi Filippo II                           |          | 13 aprile 1747   | 18 novembre 1785 | 6 novembre 1793  | Luisa Maria Adelaide di Borbone-Penthièvre tre figli e due figlie | figlio di Lugi Filippo I; Conosciuto come Philippe Égalité, appoggiò attivamente la Rivoluzione francese, ma finì ghigliottinato |
| Luigi Filippo III Luigi Filippo di Francia |          | 6 ottobre 1777   | 6 aprile 1814    | 9 agosto 1830    | Maria Amalia delle Due Sicilie sei figli e quattro figlie         | figlio di Luigi Filippo II, dopo la Rivoluzione di luglio divenne re dei Francesi                                                |
| Ferdinando Filippo                         |          | 3 settembre 1810 | 9 agosto 1830    | 13 luglio 1842   | Elena di Meclemburgo-Schwerin due figli                           | figlio di Luigi Filippo di Francia, succedette al ducato d'Orléans dopo la salita al trono del padre                             |

### Titolo di cortesia
| Nome                                  | Ritratto | Data di nascita  | Carica                | Carica           | Matrimoni                                               | Note |
| Nome                                  | Ritratto | Data di nascita  | Inizio                | Fine             | Matrimoni                                               | Note |
| ------------------------------------- | -------- | ---------------- | --------------------- | ---------------- | ------------------------------------------------------- | --- |
| Luigi Filippo Alberto Conte di Parigi |          | 24 agosto 1838   | 13 luglio 1842        | 8 settembre 1894 | Maria Isabella d'Orléans quattro figli e quattro figlie | figlio di Ferdinando Filippo; pretendente unionista al trono con il nome di Filippo VII (precedentemente come Luigi Filippo II)                            |
| Luigi Filippo Roberto                 |          | 6 febbraio 1869  | 8 settembre 1894      | 28 marzo 1926    | Maria Dorotea d'Austria nessun figlio                   | figlio di Luigi Filippo Alberto; pretendente al trono con il nome di Filippo VIII                                                                          |
| Giovanni                              |          | 4 settembre 1874 | 28 marzo 1926         | 25 agosto 1940   | Isabella d'Orléans un figlio e tre figlie               | figlio di Roberto d'Orleans; pretendente al trono con il nome di Giovanni III                                                                              |
| Enrico                                |          | 5 luglio 1908    | 25 agosto 1940        | 3 agosto 1969    | Isabella d'Orléans-Braganza cinque figli e sei figlie   | figlio di Giovanni; pretendente al trono con il nome di Enrico VI                                                                                          |
| Francesco                             |          | 15 agosto 1935   | 1960 (titolo postumo) |                  |                                                         | secondo figlio maschio di Enrico d'Orléans, pronipote di Luigi Filippo Roberto; morì nella guerra d'Algeria. Nel 1960 ricevette il ducato a titolo postumo |
| Giacomo                               |          | 25 giugno 1941   | 3 agosto 1969         | in carica        | Gersende de Sabran-Pontevès due figli e una figlia      | quarto figlio maschio di Enrico d'Orléans |